# ناحیه نیو داپینگ
داپینگ (به لاتین: Dapeng New District) یک تقسیمات کشوری جمهوری خلق چین در جمهوری خلق چین است که در شنژن واقع شده‌است.

## خصوصیات
داپینگ ۲۹۴ کیلومترمربع مساحت و ۱۸۰٬۰۰۰ نفر جمعیت دارد.